# Tim van Gelder
Timothy van Gelder é um cientista cognitivo australiano. Ele é Professor Associado (Principal Fellow) na Departamento de Filosofia da Universidade de Melbourne e CEO da Austhink, uma empresa australiana de consultoria e desenvolvimento de software. Gelder graduou-se pela Universidade de Melbourne em 1984 e obteve seu Ph.D. em 1989 pela Universidade de Pittsburgh, e assumiu cargos acadêmicos na Universidade de Indiana e na Australian National University antes de retornar à Melbourne na qualidade de pesquisador. A partir de 1998, ele passou a dividir seu tempo entre as atividades acadêmicas e seu trabalho empresarial.

## Obra
- PORT, Robert F. e VAN GELDER, Timothy (eds.). Mind as Motion: Explorations in the Dynamics of Cognition. The MIT Press, 1998. ISBN 0262661101